# مونا احمدی
مونا احمدی (زادهٔ ۲۷ آبان ۱۳۶۹، تهران) بازیگر سینما و تلویزیون اهل ایران است. وی در بیست و هفتمین دوره جشنواره فیلم فجر برای بازی در فیلم کودک و فرشته، نامزد دریافت سیمرغ بلورین بهترین بازیگر نقش اول زن شد و در همین بخش دیپلم افتخار را دریافت کرد.

## زندگی‌نامه
مونا احمدی زمانی که در هنرستان در رشته تئاتر مشغول تحصیل بود از طرف هنرستان برای ایفای نقش در فیلم کودک و فرشته به مهتاب نصیرپور که از دختران نوجوان برای این فیلم تست می‌گرفت معرفی می‌شود که پس از موفقیت در تست نقش فرشته را در این فیلم سینمایی ایفا کند بعد از آن در سریال وضعیت سفید حمید نعمت‌الله فرصت پیدا می‌کند تا در مدیوم تلویزیون دیده شود وی در سال ۹۴ با بازی در نقش سیمین خواهر شهرزاد در سریال پخش خانگی شهرزاد به خوبی دیده می‌شود و در جشنواره فیلم فجر نیز با فیلم ۵۰ کیلو آلبالو حضور پیدا می‌کند. وی همسر امیرحسین شجاعی عکاس هنری می‌باشد

## فیلم‌شناسی

### مجموعه تلویزیونی
۱۳۹۰- پنجره – یک اپیزود (قدرت‌الله صلح میرزایی)
۱۳۹۰- وضعیت سفید – نقش شیرین (حمید نعمت‌الله)
۱۳۹۱- رؤیای گنجشک‌ها - (راما قویدل)

### نمایش خانگی
۱۳۹۴- شهرزاد (فصل ۱) – نقش سیمین سعادت (حسن فتحی)
۱۴۰۱- رهایم کن _ نقش افسانه (شهرام شاه حسینی)

### فیلم سینمایی
۱۳۸۷- کودک و فرشته (مسعود نقاش‌زاده)
۱۳۹۲- ماهی و گربه – نقش نادیا (شهرام مکری)
۱۳۹۴–۵۰ کیلو آلبالو – نقش مرجان مصیبی (مانی حقیقی)

### تئاتر
۱۳۹۹-نمایش در انتظار گودو (امیررضا کوهستانی)
۱۳۹۷-نمایش سرزمین‌های شمالی (شیما عرب)
۱۳۹۷-نمایش بی تابستان (امیررضا کوهستانی)
۱۳۹۶-نمایش شنیدن (امیررضا کوهستانی)
۱۳۹۳- نمایش پینوکیو (شیما عرب)
۱۳۹۳- نمایش در کمپ (اسما ابراهیم زادگان)
نمایش شوایک سرباز پاک دل (پانته‌آ آرمان‌فر، محمدحسین معارف)
۱۳۹۱- نمایش ساقهای لاغر کم حون (غلامرضا سلیمان تاش)
کارگردان نمایش رؤیای شب نیمهٔ تابستان
نویسنده نمایش گردش عادی خون و برف
نویسنده نمایش آلیس
۱۳۹۷-نقاشی اشر (فریبرز کریمی)